# Coco/R
Coco/R は、対象となる言語の属性付き文法を入力とし、その言語の字句解析器と構文解析器を生成するパーサジェネレータである。字句解析部は一種の決定性有限状態機械として機能する。構文解析部には再帰下降構文解析によるLL法を使う。LL(1)での衝突の解決には、複数シンボルの先読みを行うか、意味論的チェックを行う。そのため、任意の k の LL(k) の文法クラスに対応可能である。
Coco/R にはいくつかの言語での実装がある。リンツ大学のリリースした最新版では、C#版とJava版がある。生成される構文解析器がそれらの言語で書かれている。
Coco/R は修正を加えた GNU General Public License でライセンスされ、配布されている。